# 铁屎岭铸钱遗址
铁屎岭铸钱遗址，位于中国广西壮族自治区贺县莲塘镇上寺村北铁屎岭，为一个省级文物保护单位，类型为古遗址，为第四批广西壮族自治区文物保护单位，公布时间为1994年7月8日。
铁屎岭铸钱遗址的历史年代为北宋。